# Quaoar (planetka)
(50000) Quaoar ([qʷɑoɑr]IPA) je transneptunické těleso obíhající kolem Slunce v Kuiperově pásu. Objeveno bylo 4. června 2002 astronomy Chadem Trujillem a Michaelem Brownem na fotografiích pořízených na Observatoři Palomar. Pojmenováno bylo po božstvu spojovaném v mytologii indiánského kmene Tongva se stvořením světa. Těleso je kandidátem na zařazení mezi tzv. trpasličí planety. Podle Trujillova a Brownova měření má průměr 1 260 ± 190 km, ovšem novější měření naznačují, že je možná až o 400 km menší. Kolem Slunce obíhá po kruhové, vůči rovině ekliptiky jen mírně nakloněné dráze ve vzdálenosti asi 6 miliard km. Jeho oběžná doba je 287 let. Těleso je tvořeno směsí kamení a vodního ledu s malou příměsí methanu a ethanu. Obíhá kolem něj malý satelit, jehož průměr astronomové odhadují přibližně na 100 km.

## Objev
Transneptunické těleso Quaoar objevili američtí astronomové Chad Trujillo a Michael Brown 4. června 2002 v Kalifornském technologickém institutu na fotografiích pořízených teleskopem Samuela Oschina na Observatoři Palomar a svůj objev oznámili 7. října 2002 na setkání Americké astronomické společnosti. Těleso hvězdné velikosti 18,5 vyfotografovali v souhvězdí Hadonoše. Nejstarší předobjevový snímek, pořízený rovněž palomarskou observatoří, však pochází již z 25. května 1954.
Tento objev je do jisté míry výsledkem závodu o nalezení nového objektu ve sluneční soustavě velikosti Pluta. Roku 2000 mu předcházel objev tělesa Varuna a po něm následovala celá řada dalších významných objevů, až se nakonec v říjnu 2003 podařilo pořídit snímky trpasličí planety Eris, tělesa podobně velkého jako Pluto.

## Název
Těleso, které nejprve obdrželo předběžné označení 2002 LM60, bylo pojmenováno v souladu s pravidly Mezinárodní astronomické unie, která stanovují, že transneptunická tělesa mají nést jména božstev spojovaných s mýty o stvoření. „Quaoar“ je jméno boha stvořitele pocházejícího z mytologie indiánského kmene Tongva, který sídlil v okolí dnešního Los Angeles, kde bylo těleso objeveno.
S ohledem na svůj význam a velikost dostal Quaoar kulaté katalogové číslo 50000.

## Velikost
Astronomové Chad Trujillo a Michael Brown změřili roku 2004 průměr Quaoaru na 1260 ± 190 km, což by znamenalo, že k datu svého objevu (roku 2002) by byl největším nově nalezeným tělesem sluneční soustavy od objevu Pluta. Tento rozměr odpovídá asi jedné desetině průměru Země a jedné třetině průměru Měsíce, dost na to, aby (pokud by se měření potvrdilo) těleso mohlo být řazeno mezi trpasličí planety. Později následovaly objevy ještě větších transneptunických těles, zejména Eris, Sedna, (136108) Haumea a (136472) Makemake. Podobné rozměry má pravděpodobně i plutino Orcus.
Quaoar byl také prvním transneptunickým tělesem, jehož průměr se na snímcích Hubblova vesmírného dalekohledu (HST) astronomové pokusili změřit přímo. Vzhledem ke své vzdálenosti od Země se pohybuje na hranici rozlišení HST (40 úhlových milivteřin), takže jeho obraz byl „rozmazaný“ na několika pixelech. Novou metodou pečlivého srovnání tohoto obrazu s obrazy hvězd na pozadí (tzv. bodová rozptylová funkce) Brown a Trujillo odhadli velikost disku, který by na snímcích dával podobný rozostřený obraz. Tuto metodu později také uplatnili při měření velikosti Eridy.
Jejich odhady však příliš nesouhlasí s měřeními v infračerveném oboru spektra, provedenými roku 2007 pomocí Spitzerova vesmírného dalekohledu. Ukazuje se totiž, že Quaoar má podobné vlastnosti jako například ledové měsíce Uranu a Neptunu. To by znamenalo mnohem větší odrazivost povrchu (0,19), a tím pádem také mnohem menší průměr (844,4  +206,7
−189,6  km). Roku 2010 Michael Brown a Wesley Fraser vzali tyto výsledky v potaz a zveřejnili nový odhad, vycházející ze střední hodnoty zveřejněných měření, a sice 890 ±70 km.
4. května 2011 Quaoar zakryl hvězdu 16. magnitudy a tento zákryt byl pozorován ze 16 různých stanovišť na Zemi. Nejdelší změřená doba zákrytu (64 sekund) odpovídá průměru tělesa 1170 km, což by bylo v poměrně dobré shodě s původním měřením z roku 2004. Z jiných stanovišť však byly naměřeny kratší doby, což naznačuje, že těleso by mohlo mít podlouhlý tvar. Analýza světelné křivky však neprokázala významnější změny jasnosti, což zřejmě znamená, že tvar Quaoaru se blíží buď kouli nebo zploštělému rotačnímu elipsoidu.

### Kandidát na trpasličí planetu
Z pozorování dráhy měsíce Weywotu obíhajícího kolem Quaoaru lze vypočítat celkovou hmotnost tohoto systému, která činí 1,6 ± 0,3 × 1021 kg, přičemž hmotnost Weywotu je jen 1/2000 hmotnosti Quaoaru. Odhadovaná hustota Quaoaru je 4,2 ± 1,3 g/cm3. Pokud by jeho průměr byl 890 km, jak odhaduje Michael Brown, znamenalo by to, že těleso by svými vlastnostmi spadalo mezi trpasličí planety. Jednou z charakteristik trpasličí planety je, že se nachází ve stavu tzv. hydrostatické rovnováhy, přičemž v prohlášení Mezinárodní astronomické unie z roku 2006 se uvádí, že takový stav obvykle nastává u těles s hmotností přesahující 5×1020 kg a průměrem větším než 800 km. Podle Browna je však nutné brát v úvahu také hustotu, takže čistě kamenná tělesa se dostávají do hydrostatické rovnováhy při průměru kolem 900 km, ovšem ledová již při průměru kolem 400 km. Výše uvedená analýza světelné křivky, která naznačuje, že těleso má tvar koule či zploštělého rotačního elipsoidu, také podporuje závěr, že Quaoar stavu hydrostatické rovnováhy dosáhl.

### Kolize s jiným tělesem
Quaoar se zdá být mnohem hutnějším tělesem, než je u transneptunických objektů, sestávajících do velké míry z ledu, obvyklé. Podle jedné z teorií by to mohl být důsledek srážky Quaoaru s jiným tělesem, možná až velikosti Marsu, při níž přišel o většinu svého ledového pláště. Americký astronom Eric Asphaug odhadl, že před touto případnou srážkou mohl být Quaoar o 300 až 500 km větší, než je tomu dnes.

## Oběžná dráha

Oběžné dráhy Quaoaru, Pluta a Neptunu – pohled rovnoběžný s rovinou ekliptiky

Oběžné dráhy Quaoaru (modrá), Pluta (červená) a Neptunu (šedá) – pohled kolmý na rovinu ekliptiky

Quaoar obíhá ve vzdálenosti přibližně 43 astronomických jednotek (6,4 miliard kilometrů) od Slunce a jeho oběžná doba je 287 let.
Oběžná dráha má téměř kruhový tvar a vůči rovině ekliptiky je jen mírně nakloněná (~8°), což je typické pro tzv. klasické objekty Kuiperova pásu, známé též jako kubewana, ale výjimečné mezi objekty Kuiperova pásu této velikosti. Oběžné dráhy Varuny, Haumey i Makemake jsou mnohem excentričtější a mají mnohem větší sklon.
Na obrázku vpravo lze porovnat téměř kruhovou dráhu Quaoaru s velmi excentrickou dráhou Pluta. Kružnice zobrazují pozice těchto dvou těles z dubna 2006, jejich relativní velikosti, perihélia (q), afélia (Q) a data průchodů těmito body.
Na rozdíl od Pluta, který je v rezonanci 2:3 s planetou Neptun, není Quaoar vzhledem ke své vzdálenosti (43 AU od Slunce) a téměř kruhové dráze při svém oběhu Neptunem nijak významně rušen. Pohled na jejich oběžné dráhy rovnoběžný s rovinou ekliptiky ukazuje jejich sklon. Protože afélium Pluta je za (apod.) oběžnou dráhou Quaoaru, v některých obdobích se dostává ke Slunci blíže a v jiných je od něj zase dále než Quaoar.
Roku 2008 byl Quaoar pouze asi 14 AU od Pluta a roku 2013 bude tato vzdálenost činit přibližně 15 AU. To je na poměry v Kuiperově pásu velmi blízko, a Quaoar je tak nejbližším velkým tělesem systému Pluto-Charon.

## Fyzikální charakteristika
Astronomové se domnívají, že Quaoar se skládá, podobně jako jiné objekty Kuiperova pásu, ze směsi kamení a ledu. Velmi nízká míra odrazivosti jeho povrchu (odhadovaná na pouhých 0,1, což je ale stále více, než má Varuna – 0,04) však naznačuje, že ze svrchních vrstev led vymizel. Povrch je načervenalý, což znamená, že v pásmu červeného a blízkého infračerveného záření je odrazivější než v modrém. Totéž platí například i o tělesech Varuna a Ixion. Větší objekty Kuiperova pásu často bývají mnohem jasnější, protože jsou více pokryty ledem.

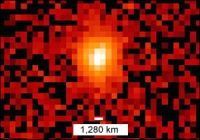
Fotografie z Hubblova vesmírného dalekohledu použitá k měření rozměru Quaoaru

Roku 2004 vědci ke svému překvapení na Quaoaru nalezli známky krystalického ledu, což naznačuje, že teploty zde někdy v průběhu posledních 10 milionů let stouply na určitou dobu nejméně na −160 °C (110 K). Současně se objevily spekulace, co zapříčinilo zahřátí Quaoaru z jeho přirozené teploty −220 °C (55 K). Někteří vědci přišli s názorem, že vzestup teploty mohlo způsobit bombardování meteority, ale nejčastěji diskutovaná teorie spekuluje, že by se na tělese mohl vyskytovat kryovulkanismus, poháněný rozpadem radioaktivních prvků v jádře Quaoaru. Od té doby (roku 2006) byl krystalický vodní led nalezen také na tělese (2003) EL61, ovšem ve větším množství, což je asi důvod, proč má toto těleso tak vysokou odrazivost (0,7).
Přesnější pozorování Quaoaru v pásmu blízkém infračervenému záření z roku 2007 naznačují přítomnost malého množství (5 %) methanu a ethanu v pevném skupenství. Methan je vzhledem ke svému bodu varu 112 K při průměrných teplotách, jaké panují na povrchu Quaoaru, v pevném skupenství nestálý, na rozdíl od vodního ledu nebo ethanu (s bodem varu 185 K). Vypracované modely i provedená pozorování ukazují, že pouze několik větších těles, jako Pluto, Eris nebo (2005) FY9 si může udržet nestálé druhy ledu, zatímco převážná většina transneptunických těles je ztratila. Quaoar se svým malým množstvím methanu patrně v tomto ohledu patří někam mezi tyto dvě kategorie.

## Satelit

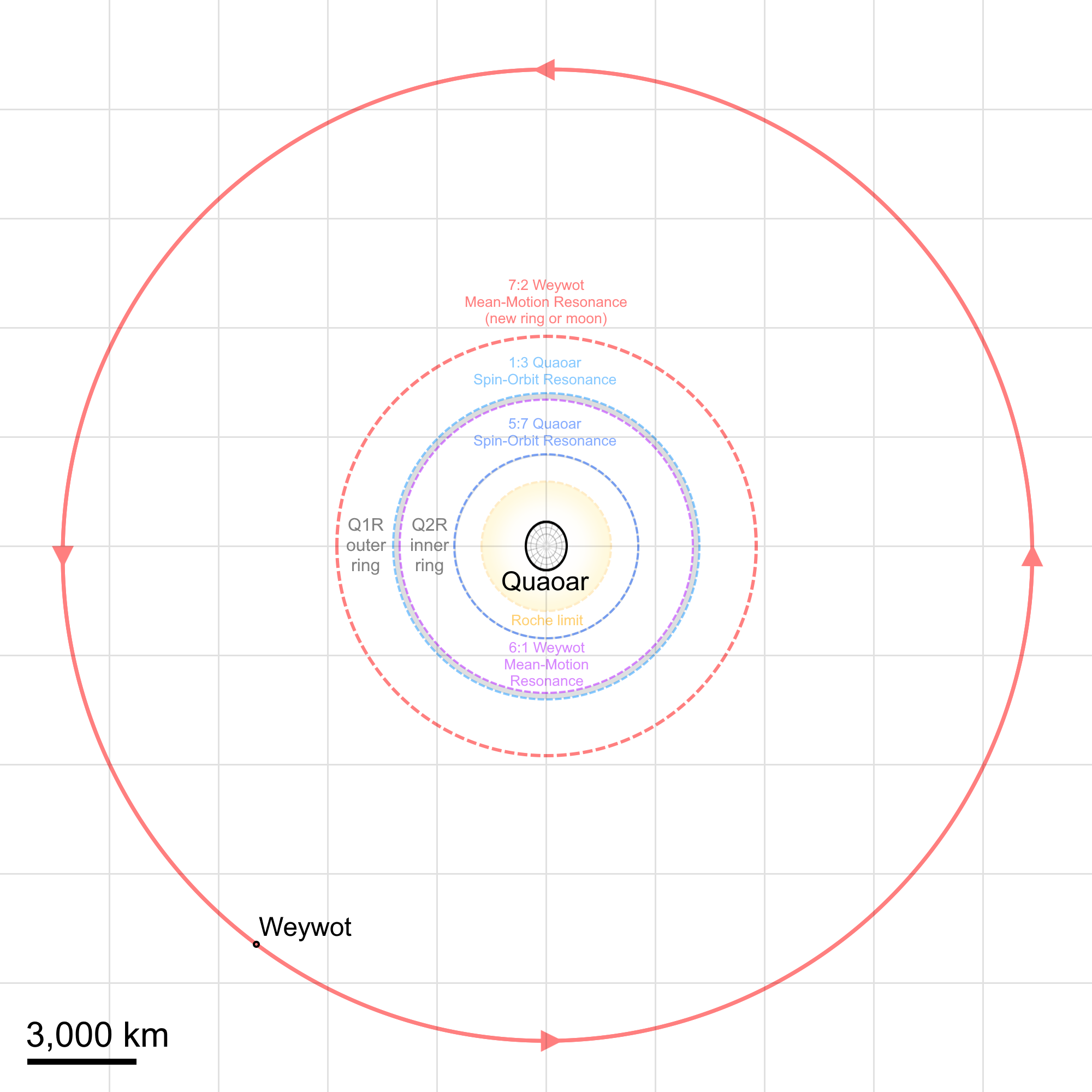
Quaoar a Weywot

Quaoar má jeden známý satelit, Weywot, oficiálně označený jako (50000) Quaoar I Weywot. Jeho objev oznámili astronomové Michael Brown a Terry-Ann Suerová 22. února 2007. Satelit byl nalezen 0,35 úhlových vteřin od Quaoaru, rozdíl hvězdných velikostí obou těles činil 5,6. Satelit obíhá mateřské těleso ve vzdálenosti 14 500 km a výstřednost jeho oběžné dráhy činí 0,14. Za předpokladu, že jeho albedo a hustota jsou stejné, jako u mateřského tělesa, lze ze zdánlivé jasnosti měsíce usuzovat, že jeho průměr dosahuje přibližně 74 km (tj. 1/12 průměru Quaoaru) a jeho hmotnost činí 1/2000 hmotnosti Quaoaru. Michael Brown se domnívá, že satelit pravděpodobně vznikl po srážce Quaoaru s jiným tělesem, během níž Quaoar přišel o velkou část svého pláště.
Jméno měsíce vybírali příslušníci kmene Tongva, kteří se rozhodli pro jméno boha nebes Weywota, syna boha Quaoara. Mezinárodní astronomická unie nové jméno oficiálně zveřejnila 4. října 2009.